# Jasmeen Patheja
Jasmeen Patheja  est une artiste et militante des droits humains en Inde, née à Calcutta, au Bengale occidental.

## Biographie
Elle obtient son diplôme en beaux-arts à Srishti School of Art Design and Technology (en). Elle a toujours voulu être photographe.
Elle est reconnue pour son travail d'éducation et de communication sur des questions liées à la violence contre les femmes en Inde, et notamment le harcèlement sexuel de rue. En 2003, elle fonde à Bangalore l'organisation Blank Noise (en).
Elle est reconnue comme une fellow de TED et Ashoka.